# Matabuena
Matabuena település Spanyolországban, Segovia tartományban. Matabuena Gallegos, Pedraza, Arcones, Gascones és Villavieja del Lozoya községekkel határos. Lakosainak száma 207 fő (2024).

## Népesség
A település népessége az elmúlt években az alábbi módon változott:
| Lakosok száma | 223  | 224  | 236  | 254  | 236  | 192  | 166  | 157  | 175  | 207  |
|               | 2001 | 2004 | 2007 | 2009 | 2012 | 2014 | 2017 | 2019 | 2022 | 2024 |